# Гонзага, Чечилия
Чечилия Гонзага (ок.1424 — ок.1451) — дочь маркграфа Джанфранческо I Гонзага, правителя Мантуи.

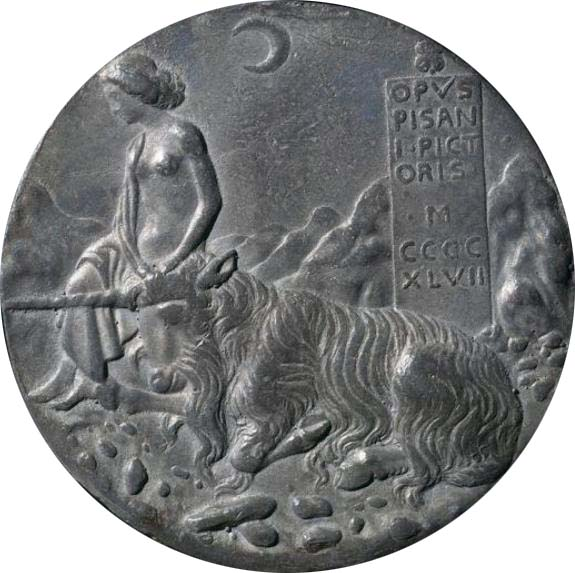
Памятная медаль Пизанелло с изображением Сесиллы (Чечилии) Гонзага. Реверс. (Единорог — символ невинности). Национальная галерея искусства. Вашингтон

Славилась своей красотой и образованностью. Воспитывалась в школе нового типа: «Casa gioiosa» («Дом радости»), созданной Витторино де Фельтре. В этом учебном заведении обучались наравне с отпрысками знатных фамилий и дети бедняков. К 10 годам Чечилия Гонзага знала греческий и латинский язык. Когда она подросла, её руки искал Оддантонио Монтефельтре. Однако Чечилия видела своё призвание в отречении от светской жизни, чем вызвала недовольство отца. Тот даже предлагал Монтефельтре силой доставить Чечилию в Урбино, но Оддантонио отказался от женитьбы на таких условиях. Чечиллия поступила в монастырь после смерти отца в 1444 году.
Известна медаль с изображением Чечилии Гонзага, созданная Пизанелло в 1447 году.